# ماركوس بويد
ماركوس بويد (بالإنجليزية: Marcus Boyd)‏ هو منافس ألعاب قوى أمريكي، ولد في 3 مارس 1989 في فورت وورث في الولايات المتحدة.

## وصلات خارجية
- ماركوس بويد على موقع الاتحاد الدولي لألعاب القوى (الإنجليزية)
- ماركوس بويد على موقع TFRRS.org (الإنجليزية)